# Energetic Disassembly
Energetic Disassembly es el álbum debut de la banda Watchtower, lanzado en 1985. Es considerado por algunos como el primer disco de metal progresivo. Contiene la reedición de la canción "Meltdown", grabada en 1983 por la compilación Cottage Cheese From the Lips of Death.
Una versión anterior de Energetic Disassembly, grabada en B.O.S.S (abreviación de Bob O'Neill Sound Studios, estudios de sonido de Bob O'Neill) por Rainforest Records fue desechado cuando la discográfica cerró sus puertas. Esa grabación "perdida" está incluida en el disco recopilatorio Demonstrations in Chaos de 2002.
El álbum fue originalmente lanzado por la discográfica de la banda, Zombo Records. Financiado por el baterista Rick Colaluca, se distribuyeron 3000 LP y 1500 casetes.
En 1993, la discográfica del Instituto Alemán de Arte había publicado Energetic Disassembly en CD por primera vez. Un nuevo relanzamiento hecho por el instituto, con el diseño ligeramente cambiado, ocurrió en 1997. El álbum fue relanzado otra vez más por la discográfica Monster Underground en 2004, y el 2008 por Rockadrome.

## Lista de canciones
Todas las letras escritas por Keyser y White, toda la música compuesta por Watchtower. 
| N.º   | Título                  | Duración |  |
| 1.    | «Violent Change»        | 3:23     |  |
| 2.    | «Asylum»                | 3:48     |  |
| 3.    | «Tyrants in Distress»   | 5:59     |  |
| 4.    | «Social Fears»          | 4:41     |  |
| 5.    | «Energetic Disassembly» | 4:37     |  |
| 6.    | «Argonne Forest»        | 4:38     |  |
| 7.    | «Cimmerian shadows»     | 6:37     |  |
| 8.    | «Meltdown»              | 3:58     |  |
| 37:41 |                         |          |  |

## Integrantes
- Jason McMaster - voz
- Billy White - guitarra
- Doug Keyser - bajo
- Rick Colaluca - batería

- Datos: Q5376829